# Anciens tramways de La Chaux-de-Fonds
Les transports en commun de la ville de La Chaux-de-Fonds, dans le canton de Neuchâtel, en Suisse, ont été en partie assurés par des tramways de 1897 à 1950.

## Histoire
Le réseau est mis en service le 1er janvier 1897. À son début, la première ligne, longue de 1250 mètres, conduisait de la limite de l'agglomération ouest vers l'usine à gaz, sur voie simple, puis en 1898, la ligne est prolongée jusqu'au temple de l'Abeille, avec extension vers le quartier de Charrière, à la hauteur de la rue des Fleurs.
Une autre ligne quittait la rue Léopold-Robert au Casino pour atteindre le stand des Armes-Réunies. La boucle de la gare fut ouverte à Noël 1903. Le 24 septembre 1912, il y a une nouvelle extension du réseau avec la mise en service du tronçon Stand-Bel-Air.
Le réseau prend son aspect définitif en 1927, après la liaison en 1924, de Métropole - Grands-Moulins et le 23 juillet 1924 avec le prolongement de Charrière-collège au Parc des sports. Une ligne Casino - Bel-Air est desservir par des trams navettes.
Il comprend cinq lignes urbaines. Il est exploité par la Compagnie du tramway de La Chaux-de-Fonds (TC) créée le 8 juin 1896.
Il disparait le 15 juin 1950, remplacé par des trolleybus.

## Les lignes
Les lignes étaient construites à voie métrique et électrifiées. Elles avaient une longueur de 5.3 km, 500 V CC.
- Ligne 1 : l'Usine à Gaz
- Ligne 2 : les Grands-Moulins
- Ligne 3 : La Charrière : ouverture 1897[5],
- Ligne 4 : La Fusion
- Ligne 5 : Bel Air, ouverture 1912

## Matériel roulant
Un ensemble de 10 motrices à essieux livrées en 1896 et 1922 circulaient, complété par trois remorques.
Matériel neuf
Motrices de Type Ce 2/2
- N°1 à 3, livrées par Rathgeber/CIEG en 1897, 50 CV,
- N°4 à 5, livrées par Rathgeber/CIEG en 1898, 1899, 50 CV, transformée en 1930
- N°6 et 7, livrées par SIG/MFO en 1900, 50 CV
- N°8, livrées par SWS/MFO en 1909, 80 CV
- N°9, livrées par SWS/MFO en 1912, 80 CV
- N°10, livrées par SWS/MFO en 1922, 80 CV

Matériel complémentaire
Motrices
- N° 103 et 109, ex tramway de Zurich, acquises en 1946, construite en 1900

Remorques
- N° 21, ex Vevey Montreux Chillon
- N° 22, ex Vevey Montreux Chillon
- N° 23, ex Vevey Montreux Chillon